# Корнуолліс (острів)
Острів Корнуолліс (англ. Cornwallis Island) — один з островів архіпелагу Королеви Єлизавети в регіоні Кікіктаалук канадської території Нунавут. Його довжина становить 110 км, площа — 6995 км², що робить його 96-тим за площею островом у світі та 21-м в Канаді. Острів Корнуолліс розташований на захід від острова Девон, від якого його віддляє протока Веллінгтона, та на північ від острова Сомерсет, від якого його відділяє протока Паррі. На північний захід від острова знаходиться острів Малий Корнуолліс, найбільший з групи малих остроіві, розташованих на півночі затоки Макдугласа, що розділяє острови Корнуолліс і Батерст.
На південно-західному краю острова розташований мис Айрі, неподалік знаходиться невелике поселення Резольют  та його аеропорт, що служить головним зв'язком між островами Нунавута та зовнішнім світом. Це друге найпівнічніше поселення країни.